# Проњол (Верона)
Проњол је насеље у Италији у округу Верона, региону Венето.
Према процени из 2011. у насељу је живело 116 становника. Насеље се налази на надморској висини од 233 м.